# Sesso e fuga con l'ostaggio
Sesso e fuga con l'ostaggio (The Chase) è un film del 1994 scritto e diretto da Adam Rifkin.

## Trama
Jackson Hammond, un delinquente condannato per rapina ed evaso da San Quintino da poco, ruba una bella auto sportiva a Los Angeles; fermatosi a fare benzina, perde tempo e viene avvicinato da due poliziotti di pattuglia che hanno riconosciuto l'auto; in preda al panico prende in ostaggio una ragazza fermatasi nella stessa stazione di servizio con la sua auto, che Jack usa per scappare; purtroppo per lui, Jack non sa che il suo ostaggio è Natalie Voss, giovane ereditiera oppressa dall'ingombrante figura paterna, ovvero il ricco e potente magnate Dalton Voss, descritto in seguito da un agente come «il Donald Trump della California». Una volta riconosciutala, Jackson vorrebbe liberarsi sia di lei che della sua macchina, ma la polizia, che intanto si è lanciata all'inseguimento, crede che Jackson abbia volutamente rapito Natalie per chiedere un riscatto, e spinta dal padre organizza una gigantesca caccia all'uomo. A questo punto Jack tenta una disperata fuga in auto insieme a Natalie verso il confine con il Messico, ma durante questo viaggio "forzato" i due, dopo le iniziali incomprensioni, inizieranno a comprendere i problemi delle vite di entrambi, fino a provare qualcosa l'uno per l'altro.
Durante il viaggio, Jack spiega a Natalie di essere stato condannato ingiustamente per una serie di rapine che non ha commesso; tutto per colpa di una vicina pettegola che lo ha denunciato solo basandosi su un costume da clown in suo possesso; il rapinatore si travestiva per non essere riconosciuto mentre Jack lavorava come clown alle feste di compleanno, ma l'unica prova che poteva scagionarlo, un po' di sangue del rapinatore, fu raccolta senza seguire tutte le procedure del caso e non venne ammessa dal tribunale; condannato a 15 anni, Jack è evaso per scappare il più lontano possibile. L'unico che ancora crede in lui è il suo avvocato, che avuta la notizia dalla TV lo contatta chiedendogli inutilmente di arrendersi.
In tutto questo, la macchina viene inseguita non solo dalla polizia cittadina e stradale, ma anche dai media e da ogni genere di matti e svitati; i conduttori televisivi mettono su un circo mediatico enorme e gratuito per aumentare l'indice di ascolto, e lo stesso padre della ragazza rapita mira subito a sfruttare la risonanza per ottenere consensi (progetta di entrare in politica). Anche l'avvocato di Jack si mette all'opera, per portare il pubblico dalla parte del suo amico.
Alla fine Jack, messo con le spalle al muro, manda via Natalie e si arrende; quando viene portato via ammanettato, Natalie usa la pistola presa da Jack ad uno degli agenti nella stazione di servizio e prende in ostaggio un giornalista (che ha seguito tutta la vicenda perché si trovava in un'autopattuglia quella mattina per girare un reality show); i due rubano l'elicottero del traffico che li aveva intercettati in autostrada e seguiti tutto il tempo, e con quello fuggono in Messico, dove si stabiliscono al sicuro dalla legge americana.